# Irski vučji hrt
Irski vučji hrt je lovački pas po viđenju (lovi oslanjajući se više na vid i brzinu umjesto na njuh) koji se koristio za lov na velike životinje, prvenstveno vukove, a sada se uzgaja kao domaći pas (Canis lupus familiaris). Ime proizlazi iz njegove namjene, a ne njegovog izgleda. Irski vučji hrtovi najveća su pasmina, veći i od njemačkih doga iako ne toliko robusni. Prema klasifikaciji Međunarodnog kinološkog saveza pasmina pripada skupini 10. (hrtovi), odsjeku 2. (oštrodlaki hrtovi).

## Povijest
Iako je ime pod kojim je pasmina poznata novije provenijencije, irski vučji hrt svoje korijene najvjerojatnije vuče iz područja Bliskog istoka i sjeverne Afrike kao i ostali hrtovi. Od tuda su ih preuzeli kontinentalni Kelti koji su ih koristili za lov i rat. Pasmina doživljava svoj procvat u Irskoj, kada je svaka grofovija bila obavezna držati 24 vučja hrta kako bi se zaštitila seljačka stada od vukova, a u tom periodu dobiva i današnji naziv. Irski hrtovi bili su vrlo cijenjeni kao poklon u kraljevskim kućama u Europi, a najčešće su se poklanjali u paru. Zbog ove činjenice je Oliver Cromwell 1652. godine izdao deklaraciju kojom se zabranjuje izvoz pasmine kako bi se očuvala populacija. Postupno nestajanje vukova u Irskoj i Europi konačno je dovelo i do smanjenja broja jedinki. Preostali vučji hrtovi izgubili su svoju ulogu lovačkih i ratnih pasa te su postali statusni simbol. Pasminu je od nestajanja spasio Englez George Augustus Graham s nekoliko svojih suradnika krajem 19. stoljeća. 1885. godine osnovao je i Klub irskih vučkij hrtova, koji je bio temelj određivanju standarda i poželjnih karakteristika kojima uzgajivači trebaju težiti.

## Vučji hrt danas
Danas se irski vučji hrt smatra, iako neslužbeno, nacionalnom pasminom Irske. To se može vidjeti i iz činjenice da je nadimak irske nacionalne ragbi momčadi Wolfhounds. Također je i 2010. godine irska ragbi momčad imena Ireland A promijenila ime u Ireland Wolfhounds.
Irski vučji hrt je od 1902. godine i službena maskota Irske garde, a pas koji trenutno drži to počasno mjesto zove se Conmael.

## Karakteristike
Zbog svoje veličine pogodniji su za otvorene prostore, a uglavnom su blage i smirene naravi. Čvrsto se povezuju sa svojim vlasnicima i svjesni svoje veličine vrlo su pažljivi s djecom.
1 OPĆI IZGLED:
Irski vučji hrt je impresivne veličine i zapovjedne pojave. Robustan je i mišićav, ali ipak skladno i simetrično građen. Pokreti su mu laki i energični, pri čemu drži glavu, vrat i rep prema gore
2 GLAVA:
Dugačka, s umjereno širokom lubanjom i gotovo bez čeonog prijelaza.
3.OČI:
Tamne,ovalne.
4.UŠI:
Male,ružina oblika.
5.ZUBALO I GUBICA:
Snažno,škarasto i potpuno, kliještasto i nepotpuno zubalo se tolerira.Gubica je duguljasta i umjereno zašiljena.
6.VRAT:
Prilično dug, jako snažan i mišićav, bez viška kože.
7.TRUP:
Dugačak, s vrlo dubokim i širokim prsima i uvučenim trbuhom.
8.REP:
Dug i malo svinut, srednje debljine, dobro prekriven dlakom.
9.UDOVI:
Noge su duge, mišićave, čvrste i nisu okrenute niti prema unutra niti prema van.
Šape su umjereno velike i okrugle, dobro zaobljenih i skupljenih prstiju. Nokti su jaki i zakrivljeni.
10.DLAKA:
Oštra,tvrda i čupava, osobito brada i iznad očiju.
11.BOJA:
Siva,crna,bijela,žuta,sijeda,tigrasta, ili bilo koja kao i kod škotskog jelenskog hrta.
12.VISINA:
Mužjak najmanje 79cm(težina min.55kg), ženka najmanje 71cm (težina min.40kg). Idealna visina za mužjaka je oko 81 - 86 cm.
13.MANE:
Premršava ili preteška glava, velike uši priljubljene uz lice, kratak vrat, preuska ili preširoka prsa, potpuno ravna leđa, svinute prednje noge, izvijene šape, rašireni prsti, predlakav rep, slabe stražnje noge, opći nedostatak mišića, prekratko tijelo itd.